# Romanowo (Kaliningrad)
Romanowo (russisch Романово, deutsch Pobethen) ist ein Ort in der russischen Oblast Kaliningrad im Rajon Selenogradsk. Er gehört zur kommunalen Selbstverwaltungseinheit Stadtkreis Selenogradsk.

## Geographische Lage
Die Ortschaft liegt in der historischen Region Ostpreußen, im Talkessel der Sabawa (Pobethener Mühlenfließ), 25 Kilometer nordwestlich von Königsberg (Kaliningrad) und neun Kilometer südöstlich von Neukuhren (Pionerski).

## Geschichte

Pobethen, nördlich des Frischen Haffs und westlich des Südausläufers des Kurischen Haffs, auf einer Landkarte von 1910.

Der früher Pobethen genannte Ort ist ein altes Kirchdorf und war längere Zeit auch Gutsort. Die Besiedlung der Gegend erfolgte bereits in der Bronzezeit durch Balten. Am ehemals so genannten Hannchenberg befand sich wohl eine prußische Wehranlage. Seine erste Erwähnung fand der Ort im Jahre 1258. Im Jahre 1260 lag hier während des Prußenaufstandes der Schwerpunkt des samländischen Widerstandes, der in der Schlacht bei Pobethen mit massiver Gegenwehr des livländischen Schwertbrüderordens gebrochen werden konnte. Lange danach noch blieb der Ort ein Unruheherd, und die prußische Sprache sowie Religion hielten sich hier besonders lange.
Pobethen entwickelte sich nach Pillau (heute russisch: Baltijsk) und Fischhausen (Primorsk) zum einst bedeutendsten Ort des Samlandes. Einen Krüger gab es hier bereits 1479, der bis ins 17. Jahrhundert hinein sogar Branntwein herstellen durfte.
Am 13. Juni 1874 wurde Pobethen Sitz und namensgebender Ort eines neu errichteten Amtsbezirks, der bis 1945 bestand und zum Landkreis Fischhausen – 1939 bis 1945 Landkreis Samland – im Regierungsbezirk Königsberg der preußischen Provinz Ostpreußen gehörte.
Im Jahre 1910 lebten im Dorf Pobethen 857, im Gutsbezirk Pobethen 190 Einwohner. Beide Ortsteile vereinigten sich am 30. September 1928 zur neuen Landgemeinde Pobethen, gleichzeitig wurde die Landgemeinde Diewens (heute nicht mehr existent) eingemeindet. Im Jahre 1933 wurden hier 1119, im Jahre 1939 bereits 1359 Einwohner gezählt.
Nach dem Ende des Zweiten Weltkrieges annektierte die Sowjetunion das nördliche Ostpreußen und mit ihm Pobethen. Seine gesamte Einwohnerschaft wurde bis 1947 vertrieben, es wurde mit Russen besiedelt und erhielt den russischen Ortsnamen Romanowo. Gleichzeitig wurde der Ort Sitz eines Dorfsowjets im Rajon Primorsk. Von 2005 bis 2015 gehörte Romanowo zur Landgemeinde Kowrowskoje selskoje posselenije und seither zum Stadtkreis Selenogradsk.

### Amtsbezirk Pobethen (1874–1945)
Den neu errichteten Amtsbezirk Pobethen bildeten 1874 sieben Landgemeinden (LG) und ein Gutsbezirk (GB). Im Jahre 1910 wurden fünf Landgemeinden und ein weiterer Gutsbezirk aus dem in Auflösung gefriffenen Amtsbezirk Strobjehnen (heute russisch: Kulikowo) in den Amtsbezirk Pobethen umgegliedert:
| Name           | Russischer Name | Bemerkungen                                      |
| -------------- | --------------- | ------------------------------------------------ |
| LG Diewens     |                 | 1928 in die Landgemeinde Pobethen eingegliedert  |
| LG Goythenen   | Geroiskoje      |                                                  |
| LG Jaugehnen   |                 | 1928 in die Landgemeinde Paggehnen eingegliedert |
| LG Lauknicken  |                 |                                                  |
| LG Paggehnen   |                 |                                                  |
| LG Pobethen    | Romanowo        |                                                  |
| LG Sorthenen   |                 |                                                  |
| GB Pobethen    | Romanowo        | 1928 in die Landgemeinde Pobethen eingegliedert  |
| ab 1910:       |                 |                                                  |
| LG Barthenen   |                 | in die Landgemeinde Biegiethen eingegliedert     |
| LG Biegiethen  |                 |                                                  |
| LG Eisseln     | Beregowoje      | 1930 in den Amtsbezirk Grünhoff umgegliedert     |
| LG Garbseiden  |                 |                                                  |
| LG Strobjehnen | Kulikowo        | in die Landgemeinde Garbseiden eingegliedert     |
| GB Kringitten  |                 | 1928 in die Landgemeinde Sorthenen eingegliedert |

Am 1. Januar 1945 bestand der Amtsbezirk Pobethen noch aus den sieben Gemeinden Biegiethen, Garbseiden, Goythenen, Lauknicken, Paggehnen, Pobethen und Sorthenen.

### Romanowski selski Sowet/okrug 1947–2005
Der Dorfsowjet Romanowski selski Sowet (ru. Романовский сельский Совет) wurde im Juni 1947 im Rajon Primorsk eingerichtet. Nach dem Zerfall der Sowjetunion bestand die Verwaltungseinheit als Dorfbezirk Romanowski selski okrug (ru. Романовский сельский округ). Im Jahr 2005 wurden die verbliebenen Orte des Dorfbezirks in die neu gebildete Landgemeinde Kowrowskoje selskoje posselenije eingegliedert.
| Ortsname                     | Name bis 1947/50              | Bemerkungen |
| ---------------------------- | ----------------------------- | --- |
| Alexandrowka (Александровка) | Posselau                      | Der Ort wurde 1947 umbenannt. |
| Aralskoje (Аральское)        | Alexwangen                    | Der Ort wurde 1950 umbenannt. Die Ortsstelle Alexwangen wurde unter der Bezeichnung Juschny vor 1975 an die Stadt Swetlogorsk angeschlossen. |
| Beregowoje (Береговое)       | Eisseln                       | Der Ort wurde 1947 umbenannt und vor 1988 verlassen.                                                                                         |
| Bobrowka (Бобровка)          | (Deutsch) Battau              | Der Ort wurde 1950 umbenannt und vor 1975 in die Stadt Swetlogorsk eingemeindet.                                                             |
| Dubrowka (Дубровка)          | Regehnen                      | Der Ort wurde 1950 umbenannt. |
| Geroiskoje (Геройское)       | Goythenen                     | Der Ort wurde 1950 umbenannt. |
| Gorbatowka (Горбатовка)      | Nortycken                     | Der Ort wurde 1947 umbenannt und war zunächst in den Dorfsowjet Schatrowski eingeordnet.                                                     |
| Gorkowskoje (Горьковское)    | Watzum                        | Der Ort wurde 1950 umbenannt. |
| Jaroslawskoje (Ярославское)  | Schlakalken                   | Der Ort wurde 1950 umbenannt und vor 1988 verlassen.                                                                                         |
| Jasnowka (Ясновка)           | Groß Ladtkeim                 | Der Ort wurde 1947 umbenannt und vor 1975 verlassen.                                                                                         |
| Kalinowo (Калиново)          | Tolklauken                    | Der Ort wurde 1950 umbenannt. |
| Kulikowo (Куликово)          | Strobjehnen                   | Der Ort wurde 1947 umbenannt. |
| Ljotnoje (Лётное)            | Tenkieten                     | Der Ort wurde 1950 umbenannt. |
| Minskoje (Минское)           | zu Posselau                   | Der Ort wurde 1950 umbenannt und vor 1975 an den Ort Aralskoje angeschlossen.                                                                |
| Molotschnoje (Молочное)      | Klein Drebnau                 | Der Ort wurde 1950 umbenannt. |
| Obuchowo (Обухово)           | Lixeiden                      | Der Ort wurde 1950 umbenannt. |
| Olschanka (Ольшанка)         | Obrotten                      | Der Ort wurde 1950 umbenannt. |
| Panajewo (Панаево)           | Gardwingen                    | Der Ort wurde 1950 umbenannt und vermutlich um 1990 verlassen.                                                                               |
| Perowo (Перово)              | Mogaiten und Ankrehnen        | Der Ort wurde 1947 umbenannt und vor 1988 verlassen.                                                                                         |
| Pribreschnoje (Прибрежное)   | Alknicken                     | Der Ort wurde 1947 umbenannt und vermutlich vor 1988 an den Ort Saostrowje angeschlossen.                                                    |
| Rogatschowo (Рогачёво)       | Lopsienen und Mossycken       | Der Ort wurde 1950 umbenannt. |
| Romanowo (Романово)          | Pobethen                      | Verwaltungssitz |
| Roschkowo (Рожково)          | Kalthof                       | Der Ort wurde 1950 umbenannt und vor 1975 verlassen.                                                                                         |
| Rybnoje (Рыбное)             | Loppöhnen                     | Der Ort wurde 1950 umbenannt und vor 1975 dem Stadtsowjet von Pionerski unterstellt.                                                         |
| Salskoje (Сальское)          | Sankt Lorenz                  | Der Ort wurde 1947 umbenannt und war zunächst in den Dorfsowjet Schatrowski eingeordnet.                                                     |
| Saostrowje (Заостровье)      | Rantau                        | Der Ort wurde 1947 umbenannt. |
| Seljony Gai (Зелёный Гай)    | Groß Drebnau                  | Der Ort wurde 1950 umbenannt. |
| Swetlowo (Светлово)          | zu Sankt Lorenz               | Der Ort wurde 1950 umbenannt. |
| Ternowka (Терновка)          | Perteltnicken und Suppliethen | Der Ort wurde 1950 umbenannt und vor 1975 verlassen.                                                                                         |
| Tumanowka (Тумановка)        | Kotzlauken                    | Der Ort wurde 1947 umbenannt und vor 1975 verlassen.                                                                                         |
| Wetkino (Веткино)            | Stapornen                     | Der Ort wurde 1947 umbenannt. |
| Wolodino (Володино)          | Woytnicken                    | Der Ort wurde 1947 umbenannt und vor 1975 verlassen.                                                                                         |

Die im Jahr 1947 umbenannten drei Orte Rodniki (Radnicken), Roschtschino (Grünhoff) und Schumnoje (Schupöhnen), die zunächst ebenfalls in den Romanowski selski Sowet eingeordnet worden waren, kamen dann (vor 1975) aber zum Wischnjowski selski Sowet.

## Haus Pobethen
Im Jahre 1262 ließ der preußische Landmeister Helmerich von Rechenberg auf einer Landzunge im Mühlenteich nordwestlich von Pobethen das „Haus Pobethen“ anlegen. Bei einem Einfall von Litauern wurde es 1283 und 1289 zerstört, bald aber wieder – dieses Mal aus Stein – wieder errichtet. Diese Burg nun wurde 1525 im Bauernaufstand unter Hans Gericke zerstört und nicht wieder aufgebaut.
1912 begann die Gemeinde aus einzelnen Teilen der Ruine Material für den Straßenbau zu gewinnen. Der Landeskonservator protestierte und erreichte, wenigstens die bereits freigelegten Fundamente des östlichen Haupthauses zu retten.

## Verkehr
Die Verbindung mit dem Straßennetz stellt die Fernstraße A 192 her. Von Romanowo führt eine Hauptstraße in nördliche Richtung zur Anschlussstelle des Primorskoje Kolzo (Küstenautobahnring) und weiter in das Stadtgebiet von Pionerski. Eine Nebenstraße führt in südöstliche Richtung über Geroiskoje (Goythenen) und Rodniki (Radnicken) nach Nisowka (Nadrau) an der Hauptstraße von Kaliningrad über Cholmogorowka (Fuchsberg) nach Selenogradsk (Cranz).
Romanowo ist Bahnstation an der Bahnstrecke Kaliningrad–Swetlogorsk (Königsberg–Rauschen), der früheren Samlandbahn. Bis 1945 hieß diese Bahnstation Watzum-Pobethen.

## Kirche

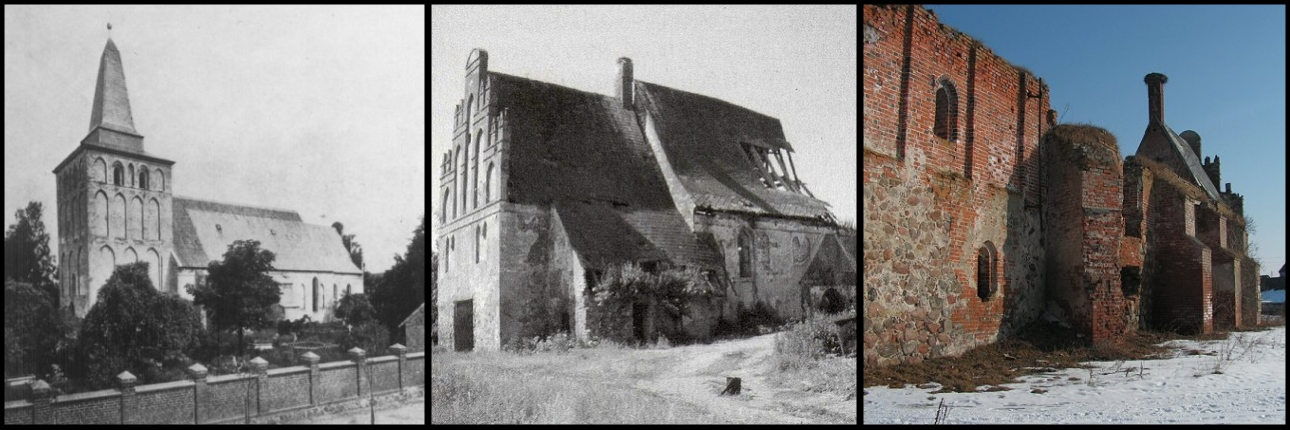
Die Kirche Pobethen – einst und jetzt

→ Siehe Hauptartikel (mit Kirchspiel- und Pfarrerliste): Kirche Pobethen

### Kirchengebäude
Die Pobethener Kirche ist ein Bauwerk des 14. Jahrhunderts, ein verputzter Feldsteinbau mit Bachsteinrahmung. Sie überstand den Zweiten Weltkrieg unbeschadet, wurde dann jedoch baulich verändert, so dass heute nur noch Ruinenreste des Turmes sowie des Chores und anderer Außenmauern erhalten sind. Für kirchliche Zwecke ist das Gebäude derzeit nicht nutzbar.

### Kirchengemeinde
Pobethen war bereits in vorreformatorischer Zeit ein Kirchdorf. Die Reformation fasste hier bereits sehr früh Fuß, denn bereits 1520 amtierte hier ein lutherischer Geistlicher. Bis 1945 gehörte Pobethen mit seinen 36 Kirchspielorten zum Kirchenkreis Fischhausen (heute russisch: Primorsk) innerhalb der Kirchenprovinz Ostpreußen der Kirche der Altpreußischen Union. Heute liegt Romanowo im Einzugsgebiet der evangelisch-lutherischen Gemeinde in Selenogradsk (Cranz), einer Filialgemeinde der Auferstehungskirche in Kaliningrad (Königsberg) innerhalb der Propstei Kaliningrad der Evangelisch-lutherischen Kirche Europäisches Russland.

## Schule
Eine Schule gab es in Pobethen bereits zur Zeit der Reformation. Im Zusammenhang der Reorganisation ländlicher Schulen sorgte König Friedrich Wilhelm I. zu Beginn des 18. Jahrhunderts für einen Schulbau. Um 1900 war die Pobethener Schule sechsklassig.

## Persönlichkeiten des Ortes

### Söhne und Töchter des Ortes
- Wolfgang Radtke (* 1942), deutscher Mittelalterhistoriker
- Abel Will (ca. 1515 – ca. 1575), Pfarrer in Pobethen, übersetzte Martin Luthers Katechismus in die Altpreußische Sprache

### Mit dem Ort verbunden
- Adolf Rogge (1827–1886), von 1856 bis 1861 Pfarrer in Pobethen, deutscher Theologe und Lokalhistoriker